# Municipio de Center (condado de Butler, Nebraska)
El municipio de Center (en inglés: Center Township) es un municipio ubicado en el condado de Butler en el estado estadounidense de Nebraska. En el año 2010 tenía una población de 200 habitantes y una densidad poblacional de 2,15 personas por km².

## Geografía
El municipio de Center se encuentra ubicado en las coordenadas 41°10′11″N 97°4′18″O / 41.16972, -97.07167. Según la Oficina del Censo de los Estados Unidos, el municipio tiene una superficie total de 93.03 km², de la cual 92,73 km² corresponden a tierra firme y (0,32 %) 0,3 km² es agua.

## Demografía
Según el censo de 2010, había 200 personas residiendo en el municipio de Center. La densidad de población era de 2,15 hab./km². De los 200 habitantes, el municipio de Center estaba compuesto por el 99 % blancos y el 1 % eran de una mezcla de razas. Del total de la población el 0,5 % eran hispanos o latinos de cualquier raza.